# Coopératives du groupe S-Ryhmä

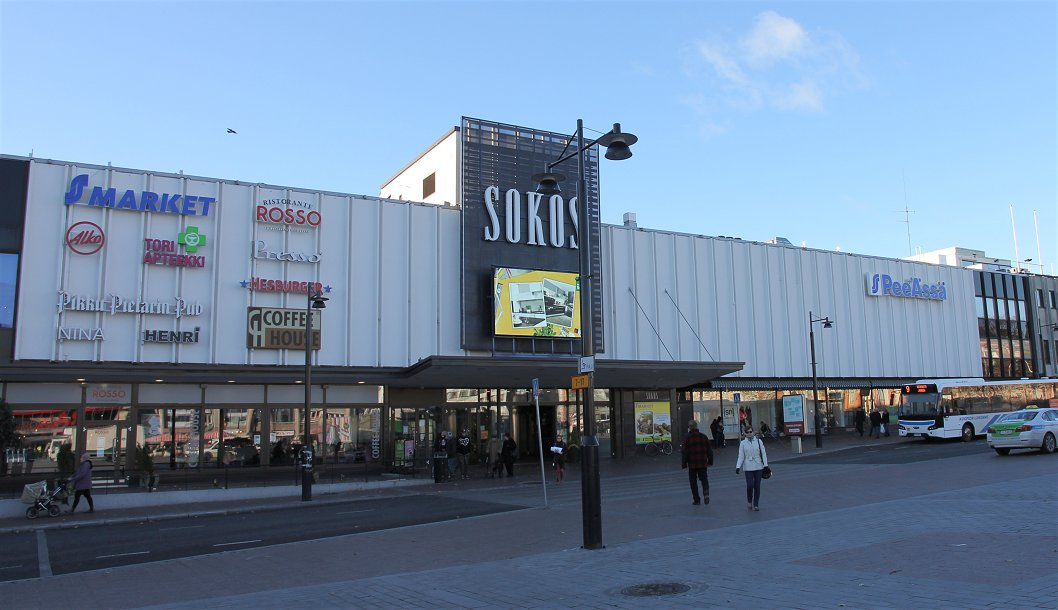
Grand magasin Sokos, Haapaniemenkatu 24-26 à Kuopio.

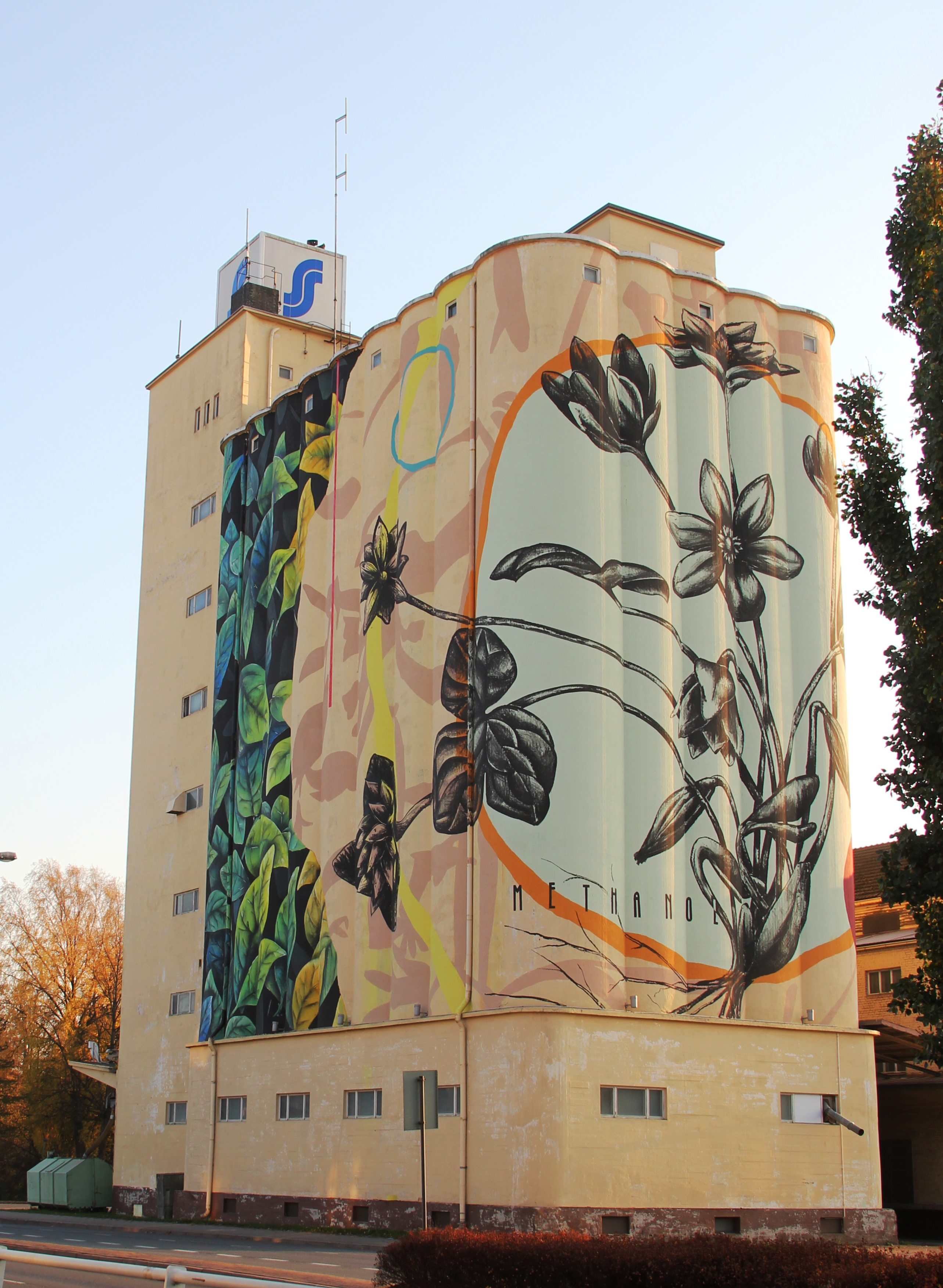
Silo à grains de la coopérative de SSO

Cet article liste les coopératives régionales du groupe S-Ryhmä en Finlande et leur zone de chalandise.

## Présentation
La Finlande comptait 23 coopératives régionales en 1994. Après les fusions, il y en avait 20 en 2017. Outre les coopératives régionales, il existait des coopératives locales plus petites.

## Liste des coopératives
en 2018 , les coopératives régionales et locales sont:
| Société coopérative régionale         | Lieu         | Zone d'activité | Réf. |
| ------------------------------------- | ------------ | --- | ---- |
| coopérative de Carélie du Sud (fi)    | Lappeenranta | Imatra, Lappeenranta, Lemi, Luumäki, Parikkala, Rautjärvi, Ruokolahti, Savitaipale et Taipalsaari |      |
| coopérative d'Ostrobotnie du Sud (fi) | Seinäjoki    | Alajärvi, Alavus, Ilmajoki, Isojoki, Karijoki, Kaskinen, Kauhajoki, Kauhava, Kristinestad, Kuortane, Kurikka, Lapua, Närpes, Seinäjoki, Soini, Teuva, Vimpeli et Ähtäri |      |
| Coopérative Elanto d'Helsinki         | Helsinki     | Espoo, Helsinki, Hyvinkää, Järvenpää, Kerava, Mäntsälä, Nurmijärvi, Tuusula et Vantaa |      |
| Coopérative de Jukola (fi)            | Nurmes       | Juuka, Nurmes, Rautavaara et Valtimo |      |
| Coopérative de Koillismaa (fi)        | Kuusamo      | Kemijärvi, Kuusamo, Pelkosenniemi, Posio, Salla, Savukoski et Taivalkoski |      |
| Coopérative de la vallée de la Kymi   | Hamina       | Hamina, Iitti, Kotka, Kouvola, Miehikkälä, Pyhtää et Virolahti |      |
| Coopérative Arina (fi)                | Oulu         | Enontekiö, Hailuoto, Ii, Inari, Kemi, Keminmaa, Kempele, Kittilä, Kolari, Liminka, Lumijoki, Muhos, Muonio, Oulu, Pello, Pudasjärvi, Pyhäjoki, Pyhäntä, Raahe, Ranua, Rovaniemi, Siikajoki, Siikalatva, Simo, Sodankylä, Tervola, Tornio, Tyrnävä, Utajärvi, Utsjoki, Vaala et Ylitornio                                              |      |
| Coopérative du Häme                   | Lahti        | Asikkala, Forssa, Hartola, Hattula, Hausjärvi, Heinola, Hollola, Humppila, Hämeenlinna, Janakkala, Jokioinen, Kärkölä, Lahti, Loppi, Myrskylä, Orimattila, Padasjoki, Riihimäki, Sysmä, Tammela et Ypäjä |      |
| Coopérative de Keskimaa (fi)          | Jyväskylä    | Hankasalmi, Joutsa, Jyväskylä, Jämsä, Kannonkoski, Kangasniemi, Karstula, Keuruu, Kivijärvi, Konnevesi, Kuhmoinen, Kyyjärvi, Laukaa, Luhanka, Multia, Muurame, Petäjävesi, Pihtipudas, Saarijärvi, Toivakka, Uurainen, Viitasaari et Äänekoski                                                                                        |      |
| Coopérative Keula (fi)                | Rauma        | Eura, Eurajoki, Laitila, Pyhäranta, Rauma et Säkylä |      |
| Coopérative KPO (fi)                  | Kokkola      | Alavieska, Evijärvi, Haapajärvi, Haapavesi, Halsua, Isokyrö, Jakobstad, Kalajoki, Kannus , Kaustinen, Kinnula, Kokkola, Korsholm, Korsnäs, Kronoby, Kärsämäki, Laihia, Lappajärvi, Larsmo, Lestijärvi, Malax, Merijärvi, Nivala, Nykarleby, Oulainen, Pedersöre, Perho, Reisjärvi, Sievi, Toholampi, Vaasa, Veteli, Vörå et Ylivieska |      |
| Coopérative Maakunta (fi)             | Kajaani      | Hyrynsalmi, Kajaani, Kuhmo, Paltamo, Puolanka, Ristijärvi, Sotkamo et Suomussalmi |      |
| Coopérative PeeÄssä (fi)              | Kuopio       | Heinävesi, Iisalmi, Kaavi, Keitele, Kiuruvesi, Kuopio, Lapinlahti, Leppävirta, Pielavesi, Pyhäjärvi, Rautalampi, Siilinjärvi, Sonkajärvi, Suonenjoki, Tervo, Tuusniemi, Varkaus , Vesanto et Vieremä |      |
| Coopérative de Grande Savonie (fi)    | Mikkeli      | Enonkoski, Hirvensalmi, Joroinen, Juva, Mikkeli, Mäntyharju, Pertunmaa, Pieksämäki, Puumala, Rantasalmi, Savonlinna et Sulkava |      |
| Coopérative Varuboden-Osla (fi)       | Kirkkonummi  | Askola, Hanko, Ingå, Kauniainen, Kirkkonummi, Lapinjärvi, Loviisa, Pornainen, Porvoo, Pukkila, Raseborg, Sipoo et Siuntio Varuboden à Åland: Brändö, Eckerö, Finström, Föglö, Geta, Hammarland, Jomala, Kumlinge, Kökar, Lemland, Lumparland, Mariehamn, Saltvik, Sottunga, Sund et Vårdö                                             |      |
| Coopérative du Pirkanmaa (fi)         | Tampere      | Akaa, Hämeenkyrö, Ikaalinen, Juupajoki, Jämijärvi, Kangasala, Karvia, Kihniö, Lempäälä, Mänttä-Vilppula, Nokia , Orivesi, Parkano, Pirkkala, Pälkäne, Ruovesi, Sastamala, Tampere, Urjala, Valkeakoski, Vesilahti, Virrat et Ylöjärvi                                                                                                 |      |
| Coopérative de Carélie du Nord (fi)   | Joensuu      | Ilomantsi, Joensuu, Kitee, Kontiolahti, Lieksa, Liperi , Outokumpu, Polvijärvi, Rääkkylä et Tohmajärvi |      |
| Coopérative du Satakunta (fi)         | Pori         | Harjavalta, Honkajoki, Huittinen, Kankaanpää, Kokemäki, Merikarvia, Nakkila, Pomarkku, Pori, Punkalaidun, Siikainen et Ulvila, Eurajoki, Sastamala | .    |
| Coopérative de SSO (fi)               | Salo         | Karkkila, Kimitoön, Koski Tl, Lohja, Marttila, Salo, Somero et Vihti |      |
| Coopérative de Turku (fi)             | Turku        | Aura, Kaarina, Kustavi, Lieto, Loimaa, Masku, Mynämäki, Naantali, Nousiainen, Oripää, Paimio, Pargas, Pöytyä, Raisio, Rusko, Sauvo, Taivassalo, Turku, Uusikaupunki et Vehmaa |      |